# Родогуна (Партия)
Родогуна (Rhodogune, Rodogune, Rodogyne) е партска принцеса.
Тя е дъщеря на партския цар Митридат I Арсак Филхелен (цар на Партия, 171-138 пр.н.е.), сестра на цар Фраат II (упр. 138-127 пр.н.е.) и съпруга на Селевкидския цар Деметрий II Никатор (упр. 146-139 пр.н.е., 129-126 пр.н.е.).
През 141 пр.н.е. Деметрий II напада Партия, загубва битката и попада в плен. През 138 пр.н.е. той се жени за Родогуна, въпреки че е женен за египетската принцеса Клеопатра Теа, дъщеря на фараон Птолемей VI Филометор. Родогуна и Деметрий имат няколко деца. Деметрий прави непрекъснато опити да избяга.
След десегодишен плен в Хиркания Деметрий е поставен отново за цар в Сирия. Той умира в гражданска война 125 пр.н.е., вероятно по нареждане на Клеопатра Теа, която не му прощава неговия брак с Родогуна.
Полиян разказва за Родогуна в произведението си Strategika (8.27).